# حارة السلفادور (كريتر)
حارة السلفادور هي إحدى حارات حي التلال الملتهبة الواقع بمديرية كريتر التابعة لمحافظة عدن، بلغ تعداد سكانها 2558 نسمة حسب تعداد اليمن لعام 2004.